# United States Forest Service
Il Servizio forestale del Dipartimento dell'Agricoltura degli Stati Uniti (The USDA Forest Service) è un'agenzia del Dipartimento dell'Agricoltura degli Stati Uniti che gestisce le "Foreste Nazionali" e le praterie nazionali del paese, per una superficie complessiva di 780 000 chilometri quadrati. Opera tanto nel settore della ricerca e dello sviluppo degli ecosistemi forestali, quanto di altre risorse naturali.
Comprende anche un dipartimento investigativo.

## Storia
Nel 1876 il Congresso degli Stati Uniti creò un Ufficio all'interno del Dipartimento dell'Agricoltura per valutare lo stato delle foreste del paese. Nel 1881, l'Ufficio divenne la Divisione forestale incorporata nel Dipartimento dell'Interno degli Stati Uniti. Una legge autorizzò nel 1891 la trasformazione delle foreste pubbliche in riserve forestali. Nel 1901 la divisione fu rinominata Ufficio delle foreste, ma fu solo nel 1905 che assunse il suo nome attuale.
Negli anni trenta incominciò a distribuire le pulaski a livello nazionale.

## Attività
Il mandato del Servizio Forestale è di sostenere lo stato di conservazione, la diversità e la produttività delle foreste e delle praterie nazionali a beneficio delle generazioni presenti e future.
Esistono 155 foreste nazionali americane e 20 praterie nazionali per un totale di 780 000 chilometri quadrati, di cui 239 000 inaccessibili con autoveicoli. Queste sono raggruppate in distretti gestiti da ranger. Il personale di ogni distretto vigila all'interno dei sentieri, pattuglia nelle riserve, protegge i siti, e gestisce la flora e la fauna selvatiche, e le risorse naturali in generale. Il Servizio Forestale impiega circa 30 000 operatori di cui 10 000 vigili del fuoco, 700 agenti di polizia forestale e 500 ricercatori. Il bilancio per l'anno fiscale 2013 prevede spese per 5,5 miliardi di dollari, di cui 2 miliardi per la gestione degli incendi.
Queste foreste subiscono tuttavia uno sfruttamento regolamentato. Esistono anche foreste nazionali che non sono interamente boscose. Certe zone non boscose, ma importanti dal punto di vista biologico, sono dunque ugualmente protette dal Servizio.

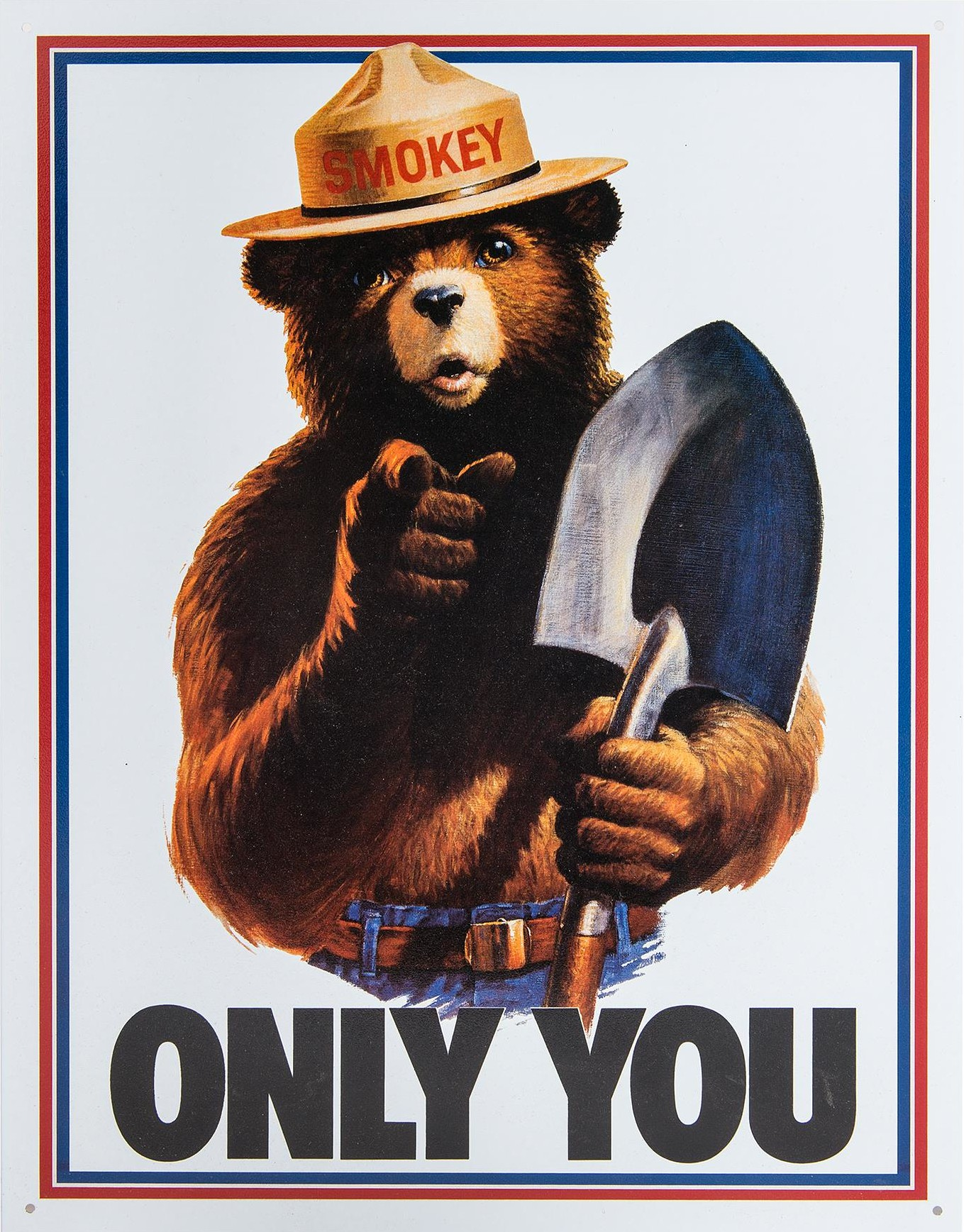
Poster di Smokey Bear, un simbolo negli USA per la protezione delle foreste

Per prevenire i rischi di incendio forstale, il servizio pubblicò il 9 agosto 1944 alcuni poster di sensibilizzazione contro i rischi di incendi il cui simbolo è un orso ranger (di nome Black Bear). La campagna fu un successo, e l'orso fu più tardi ribattezzato "Smokey Bear".

## Polizia forestale
Dal Forest Service dipende la Forest Service Law Enforcement & Investigations, con sede a Washington, un'agenzia federale di polizia forestale del governo degli Stati Uniti.  È responsabile dell'applicazione delle leggi e dei regolamenti federali che disciplinano le terre e le risorse forestali nazionali.  Tutti i funzionari delle forze dell'ordine e gli agenti speciali ricevono la loro formazione attraverso il Centro federale di formazione delle forze dell'ordine (FLETC).
Le operazioni sono suddivise in due aree funzionali principali:
- Applicazione della legge: applicazione uniforme e ad alta visibilità delle leggi
- Indagini: agenti speciali che indagano su reati contro proprietà, visitatori e dipendenti

### Pubblicazioni
- (EN) James B. Davis, The True Story of the Pulaski Fire Tool (PDF), in Fire Management Notes, vol. 47, n. 3, United States Department of Agriculture, 1986.